# Feltria purpurotincta
Feltria purpurotincta är en kvalsterart som beskrevs av Herbert Habeeb 1955. Feltria purpurotincta ingår i släktet Feltria och familjen Feltriidae. Inga underarter finns listade i Catalogue of Life.